# شارك تانك

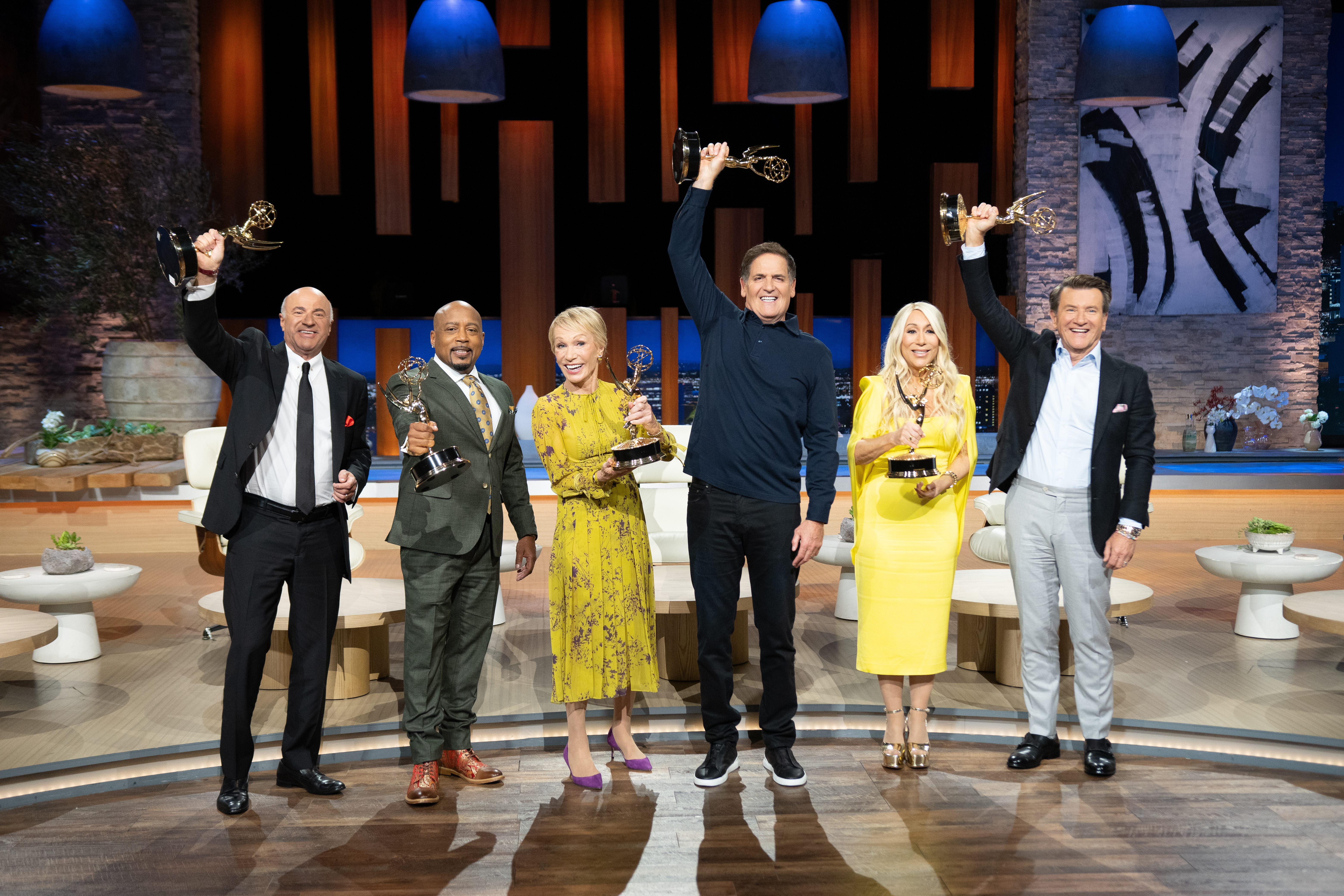
لجنة برنامج 'شارك تانك' يعرضون جوائز الايمي الخاصة بهم عام 2024

شارك تانك (بالإنجليزية: Shark Tank) هو برنامج تلفزيوني واقعي أمريكي مؤلف على أساس البرنامج الأصلي (وكر التنانين) تكون فيه لجنة من خمسة مستثمرين يتقدم لها أشخاص بمشاريعهم ليعرضوها للاستثمار وفق قيمة المشروع ليبدأ المستثمرون في التحدث عن مدى نجاح المشروع أو فشله وإعطاء الأسباب وراء الاستثمار من عدمه ومن حقهم أن ينسحبوا أو يشترك أكثر من مستثمر في نفس المشروع وفق نسبة يتم الاتفاق عليها، عادة ما تكون منافسة شديدة بين المستثمرين على المشروع الناجح فينقسمون إلى فرق ليقدم كل فريق صفقته، عرض لأول مرة على قناة هيئة الإذاعة الأمريكية (ABC ) في أغسطس من العام 2009. بدأ عرض السلسلة العاشرة (بعد نهاية السلسلة التاسعة في عام 2017) في عام 2018.

## روابط خارجية
- شارك تانك على موقع IMDb (الإنجليزية)
- شارك تانك على موقع ميتاكريتيك (الإنجليزية)
- شارك تانك على موقع روتن توميتوز (الإنجليزية)
- شارك تانك على موقع كينوبويسك (الروسية)
- شارك تانك على موقع قاعدة بيانات الفيلم (الإنجليزية)